# Animal Crackers (2017)
Animal Crackers (bra: É o Bicho!; prt: O Segredo das Bolachas) é um filme de animação de comédia e fantasia estadunidense-espanhola-chinesa de 2017, dirigido por Scott Christian Sava e Tony Bancroft.